# Maria Olaru
Maria Olaru född den 4 juni 1982 i Fălticeni, Socialistiska republiken Rumänien, är en rumänsk gymnast.
Hon tog OS-silver i damernas individuella mångkamp och OS-guld i lagmångkampen i samband med de olympiska gymnastiktävlingarna 2000 i Sydney.